# Pseudoalteromonas translucida
Pseudoalteromonas translucida — вид морської бактерії родини Pseudoalteromonadaceae. Бактерія виділена та описана у 2002 році з проб води у затоці Петра Великого у Японському морі.